# Xã Georgia, Quận Nevada, Arkansas
Xã Georgia (tiếng Anh: Georgia Township) là một xã thuộc quận Nevada, tiểu bang Arkansas, Hoa Kỳ. Năm 2010, dân số của xã này là 253 người.